# Devastation and Reform
«Devastation and Reform» es el sexto sencillo del álbum Five Score and Seven Years Ago perteneciente a la banda estadounidense de rock cristiano. Se ha utilizado para la transición o el retorno de los anuncios en determinados acontecimientos deportivos.
- Datos: Q5266587